# Белоглазов, Сергей Григорьевич
Сергей Григорьевич Белоглазов (13 июля 1947 — 13 сентября 2024, Екатеринбург) — российский пианист и музыкальный педагог, заслуженный деятель искусств России.

## Биография
Сын композитора Григория Никандровича Белоглазова (1902—1988).
Музыкальное образование получил в Московской консерватории, где учился у профессоров М. С. Воскресенского (1966—1971) и Т. П. Николаевой (1972—1975).
Дипломант Международного конкурса памяти Горовица.
В репертуаре Белоглазова-исполнителя — произведения Шуберта, Шумана, Брамса, Шопена и С. Прокофьева.
Профессор кафедры специального фортепиано Уральской государственной консерватории имени М. П. Мусоргского.
Имя С. Г. Белоглазова занесено в «Золотую книгу Урала».

### Дело об избиении
1 февраля 2010 года 62-летний профессор Белоглазов, как утверждается, был избит на улице сотрудником милиции. По свидетельству профессора Белоглазова, милиционеры нанесли ему «удары в голову ногами». У Сергея Белоглазова официально был подтвержден диагноз «сотрясение мозга». После широкого освещения инцидента в Живом журнале было возбуждено уголовное дело против милиционера и ему было предъявлено обвинение по п.п."а", «б» ч.3 ст.286 УК РФ — превышение должностных полномочий. 15 июня 2010 года дело было передано в суд.
По решению Чкаловского районного суда Екатеринбурга милиционер, избивший профессора С. Белоглазова, был оправдан за отсутствием в его действиях состава преступления. Профессор Белоглазов не собирается обжаловать приговор: «Сколько было лживых показаний милиционеров, и как они меня измучили в ходе процесса! Это дело абсолютно заказное. Я не собираюсь его продолжать. Меня ждут внуки, и я не собираюсь гробить своё здоровье».

### Смерть
Умер 13 сентября 2024 года в Екатеринбурге в возрасте 77 лет.